# Cheirotonus
Cheirotonus — род жуков из семейства пластинчатоусых.

## Распространение
В Палеарктической зоне известны 2 вида, Cheirotonus szeishuanus — эндемик, второй Cheirotonus jansoni распространён и в Индо-Малайской области, во Вьетнаме и до низовьев Янцзы. Семь видов из рода распространены в Индо-Малайской области (на крайнем северо-востоке Индийской подобласти и в Индокитайской подобласти).

## Описание
К роду относятся крупные жуки с длиной тело 70—80 мм. Они имеют более или менее темную зеленую окраску, со светло-бурыми пятнами на надкрыльях, число и расположение которых характерно для отдельных видов; редко надкрылья могут быть буро-красными, со светло-бурой каймой по наружному краю. Низ тела обычно покрыт рыжими волосками, которые у самцов выдаются в стороны и видны сверху по бокам передпегруди. Переднеспинка выраженно поперечная, у основания обычно сильно сужена, с широко распластанными боковыми краями. Переднеспинка имеет сильное продольное вдавление. У некоторых представителей внутренний край передних голеней сверху и снизу усажен многочисленными зубчиками.

## Виды
- Cheirotonus battareli Pouillaude, 1913
- Cheirotonus formosanus Ohaus, 1913
- Cheirotonus fujiokai Muramoto, 1994
- Cheirotonus gestroi Pouillaude, 1913
- Cheirotonus jambar Kurosawa, 1984
- Cheirotonus jansoni Jordan, 1898
- Cheirotonus macleayi Hope, 1840
- Cheirotonus parryi Gray, 1848
- Cheirotonus peracanus Kriesche, 1919
- Cheirotonus szetshuanus Medvedev, 1960